# KfW
Die KfW oder Kreditanstalt für Wiederaufbau ist eine deutsche Förderbank und eine der führenden Förderbanken der Welt. Sie besitzt keine Filialen, verfügt nicht über Kundeneinlagen und refinanziert ihr Fördergeschäft fast vollständig über die internationalen Kapitalmärkte. Wie die Deutsche Bundesbank ist die KfW kein Kreditinstitut im Sinne des Kreditwesengesetzes. Bei der Europäischen Zentralbank wird sie auf der MFI-Liste als mindestreservepflichtig geführt. In der Liste der größten Banken in Deutschland nahm die KfW 2018 entsprechend ihrer Jahresbilanz den 3. Rang ein.
Gegründet wurde die KfW 1948 auf der Grundlage des Gesetzes über die Kreditanstalt für Wiederaufbau (KredAnstWiAG) als Anstalt des öffentlichen Rechts. Die KfW Bankengruppe umfasst zudem die Töchter DEG, KfW IPEX-Bank und FuB. Die Rechtsaufsicht hat das Bundesministerium der Finanzen (§ 12 KredAnstWiAG). Vorstandsvorsitzender der KfW ist seit dem 1. November 2021 Stefan Wintels.

## Geschichte

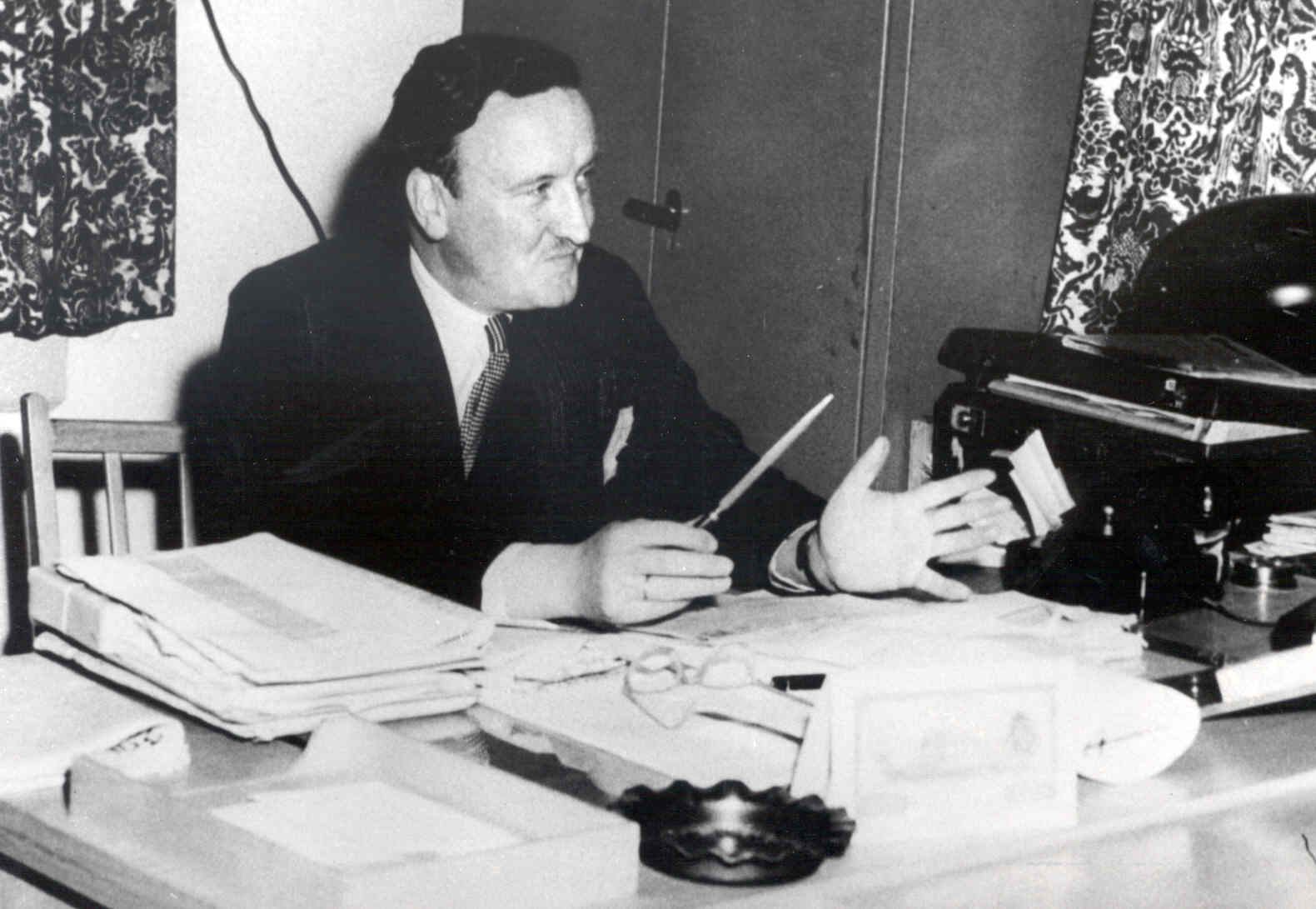
Stellvertretender Vorsitzender des KfW-Verwaltungsrats, Hermann Josef Abs, 1949

Teilschuldverschreibung über 100 DM der KfW vom 31. Dezember 1949

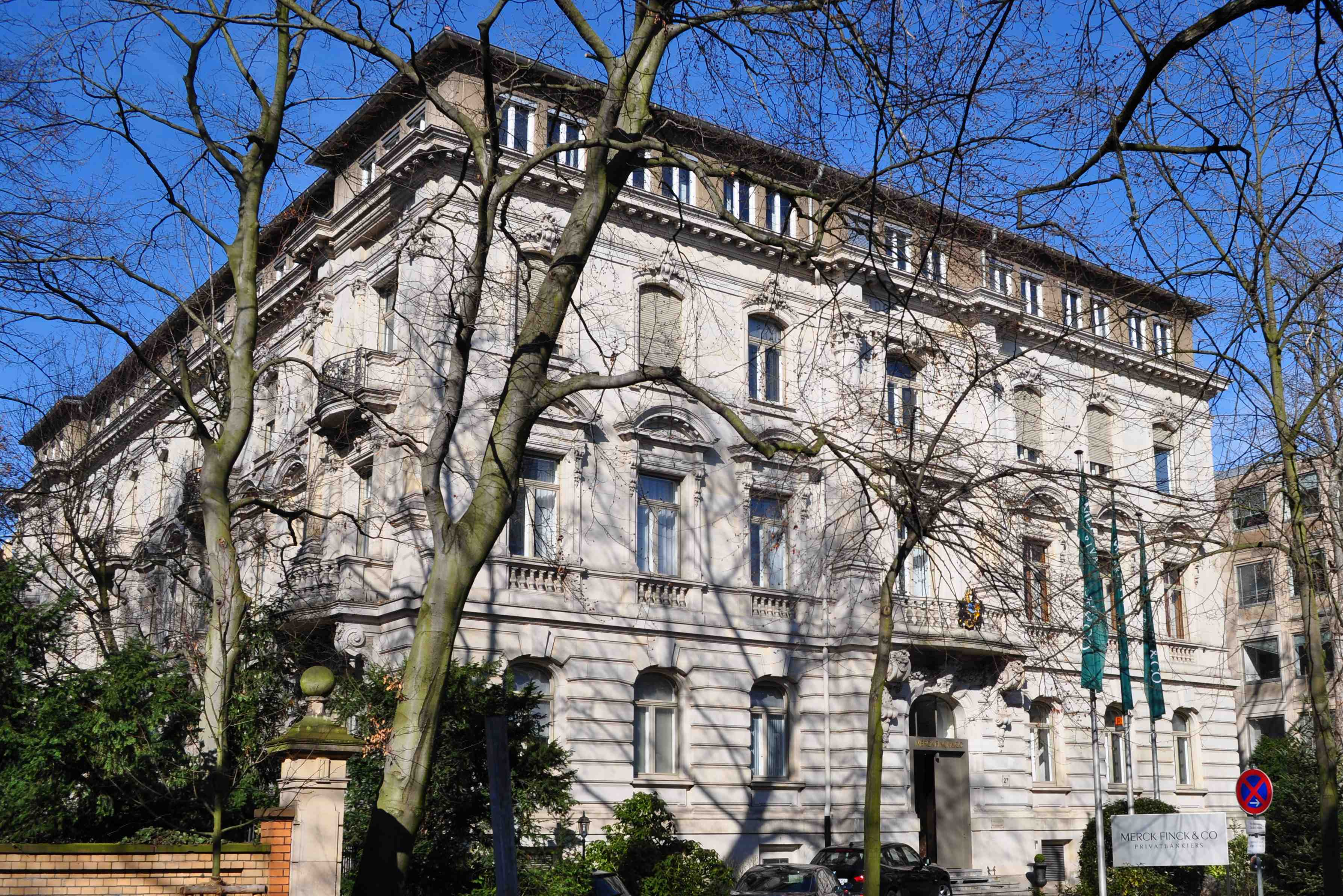
Ehemaliges KfW-Gebäude in der Lindenstraße/Frankfurt a. Main

Die Kreditanstalt für Wiederaufbau wurde nach dem Zweiten Weltkrieg am 18. November 1948 mit dem Ziel gegründet, den Wiederaufbau der deutschen Wirtschaft zu finanzieren. Das Startkapital stammte vor allem aus Mitteln des Europäischen Wiederaufbauprogrammes (englisch European Recovery Program oder ERP, umgangssprachlich meist nur kurz Marshallplan genannt). Die über den Marshallplan gelieferten Waren, vor allem Baumwolle, wurden bei der KfW bezahlt und die so eingenommenen Mittel konnten als Darlehen vergeben werden. Der erste Vorsitzende des KfW-Verwaltungsrates war Otto Schniewind, sein Stellvertreter war Hermann Josef Abs.
In den 1950er Jahren hatte die KfW ihren Sitz in der Lindenstraße 27 in Frankfurt am Main im Stadtteil Westend-Süd. Seit dieser Zeit fördert die KfW auch mittelständische Unternehmen.
Im Jahr 1961 bekam die KfW die Durchführung der finanziellen Zusammenarbeit (FZ) der Bundesrepublik Deutschland mit Entwicklungsländern übertragen.
Die Bilanzsumme der KfW betrug im Jahr 1980 etwa 28 Milliarden Euro.
Bereits im Jahr 1986 bewerten Ratingagenturen die Kreditwürdigkeit der KfW mit der höchsten Bonitätsnote. Die KfW ließ sich als erstes deutsches Unternehmen bei der United States Securities and Exchange Commission (SEC) registrieren und hält seitdem die Erlaubnis, sich am US-Kapitalmarkt zu refinanzieren.
Ab August 1980 war Gerhard Götte (* 1926) Vorstandssprecher der KfW. Gert Vogt (* 1932) wurde im Jahr 1992 sein Nachfolger.
Seit der deutschen Wiedervereinigung ist die KfW aufgrund der ihr dabei zugewachsenen Aufgaben beim Wiederaufbau der ostdeutschen Wirtschaft wieder stärker in den Blickpunkt des öffentlichen Interesses gerückt. Zudem übernahm die KfW im Jahr 1994 die ehemalige Staatsbank der DDR in Berlin.
Vom 1. Oktober 1999 bis zum 11. September 2006 war Hans Reich Sprecher des Vorstands der KfW und wurde von Ingrid Matthäus-Maier ersetzt.
Ende 2000 hat die KfW Kreditverbriefungsprogramme aufgelegt, über die Kreditinstitute Risiken aus Mittelstandskreditportfolien (Promise) oder aus privaten Wohnungsbaudarlehen (Provide) in den Kapitalmarkt transferieren und hierdurch ihre Bilanzen entlasten können.
Seit dem Jahr 2003 verwendet die KfW auch den Markennamen KfW Bankengruppe, welcher aufgrund der Fusion mit der Deutschen Ausgleichsbank (DtA) eingeführt wurde.
Mit Inkrafttreten des vom Bundestag am 29. März 2007 beschlossenen Gesetzes zur Neuordnung der ERP-Wirtschaftsförderung wurde das aus den Mitteln des Marshallplans gebildete ERP-Sondervermögen in Höhe von 4,65 Mrd. Euro Eigenkapital und Nachrangkapital in Höhe von 3,25 Mrd. Euro in die KfW eingebracht. Die mit dem neu eingebrachten Eigenkapital erzielten Erträge stehen zweckgebunden der ERP-Wirtschaftsförderung zur Verfügung und decken – zusammen mit Förderzuschüssen des ERP-Sondervermögens – die Förderlasten der von der KfW durchgeführten ERP-Wirtschaftsförderung ab. Die Erträge aus den bisherigen Anteilen des ERP-Sondervermögens am Eigenkapital der KfW dienen weiterhin dem Substanzerhalt des ERP-Sondervermögens.
Ende Juli 2007 fielen die Preise für US-Immobilien. Dies führte besonders auf dem Sub-Prime-Hypothekenmarkt zu einer Krise. Vor allem die sich kurzfristig refinanzierenden Conduits gerieten hierdurch unter Druck. Am 30. Juli 2007 übernahm die KfW, die an der IKB Deutsche Industriebank zu 38 % beteiligt und damit größter Einzelaktionär war, die Bereitstellungsverpflichtung der Liquiditätslinien für das Conduit Rhineland Funding der IKB und ähnliche Investmentvehikel. Die Bereitstellung der Liquiditätslinie ist aber keinesfalls gleichzusetzen mit einer direkten Verlustübernahme in gleicher Höhe. Das Investmentvolumen von Rhineland Funding betrug nach Angaben der IKB per 31. März 2007 etwa 12,7 Mrd. Euro. Außerdem übernahm die KfW mögliche Verluste aus risikobehafteten Positionen der IKB-Bilanz im Umfang von bis zu einer Milliarde Euro und stabilisierte durch diese Risikoentlastung der IKB den deutschen Bankenmarkt.
Bei diesem Ereignisse wuchs die Kritik an der Geschäftsführung durch Vorstandssprecherin Ingrid Matthäus-Maier. Als Konsequenz legte sie im April 2008 ihr Amt nieder und kündigte ihren vorgezogenen Ruhestand an. Übergangsweise agierte danach Wolfgang Kroh als Sprecher des Vorstandes, bis er am 1. September 2008 von Ulrich Schröder abgelöst wurde, der nun den geforderten Posten eines Vorstandsvorsitzenden der KfW erhielt und zusätzlich eine Gehaltsverdoppelung durchsetzen konnte. Im Oktober 2008 hat die KfW ihre Kapitalanteile an der IKB an den amerikanischen Finanzinvestor Lone Star verkauft und nach unbestätigten Presseberichten hierfür 137 Mio. Euro erhalten.
Nach zwei Jahren, in denen das Institut wegen seiner Beteiligung an der IKB hohe Verluste erlitt, wurde für das Jahr 2009 ein Konzerngewinn von 1,1 Milliarden Euro und für das Jahr 2010 ein Konzerngewinn von 2,6 Milliarden Euro ausgewiesen. Die Bilanzsumme betrug am 31. Dezember 2010 rund 442 Milliarden Euro (nach IFRS für den Gesamtkonzern).
Im März 2013 hat das Bundeskabinett beschlossen, das KfW-Gesetz zu ändern. Demnach wird die KfW in Zukunft ausgewählten Normen des Kreditwesengesetzes unterliegen, deren Einhaltung von der Bundesanstalt für Finanzdienstleistungsaufsicht geprüft wird. Dennoch behält die KfW ihren Sonderstatus als Förderbank.
Nachdem Ulrich Schröder mit einer tödlichen Erkrankung Ende 2016 zunächst für Monate ausgefallen war und anschließend sein Vorstandsmandat bei der KfW ganz niedergelegt hatte, übernahm der bisherige stellvertretende Vorsitzende Günther Bräunig am 1. Januar 2018 den Vorsitz des Vorstands der KfW. Bräunig verabschiedete sich zum 31. Oktober 2021 altersbedingt in den Ruhestand. Nach einer gemeinsamen Übergangszeit von einem Monat, übernahm Stefan Wintels ab 1. November 2021 den alleinigen Vorsitz im Vorstand der KfW.

## Anteilseigner und Organe der KfW
Das Kapital der KfW wird zu vier Fünfteln von der Bundesrepublik Deutschland und zu einem Fünftel von den Bundesländern gehalten. Die Bundesrepublik haftet für alle Verbindlichkeiten und Kredite der KfW. Diese Garantie des Bundes ist in § 1a des KfW-Gesetzes verankert. Ferner besteht für die KfW die sogenannte Anstaltslast der Bundesrepublik Deutschland. Von internationalen Ratingagenturen wird die KfW mit der bestmöglichen Bonitätsnote (AAA) bewertet.
Vorstand, Verwaltungsrat und ein Beratungsgremium für die Mittelstandsförderung (Mittelstandsrat) sind Organe der KfW. Neben dem Vorsitzenden Stefan Wintels gehören Melanie Kehr, Christiane Laibach, Bernd Loewen und Stefan Peiß dem Vorstand der KfW an.
Der Verwaltungsrat und seine Ausschüsse überwachen die Geschäftsführung und Vermögensverwaltung der KfW. Der Verwaltungsrat besteht aus sieben Bundesministern und 30 weiteren Mitgliedern aus der Politik sowie Vertretern aus Bankenwirtschaft und Gewerkschaften. Der Vorsitz wird im jährlichen Wechsel vom Bundesminister der Finanzen und vom Bundesminister für Wirtschaft und Energie, seit Dezember 2021 Wirtschaft und Klimaschutz, wahrgenommen. (§ 7 KredAnstWiAG) Der Verwaltungsrat hat zudem vier Ausschüsse gebildet. Der Präsidial- und Nominierungsausschuss behandelt Rechts- und Verwaltungsangelegenheiten, der Vergütungskontrollausschuss wacht über die angemessene Ausgestaltung der Vergütungssysteme, der Risiko- und Kreditausschuss befasst sich mit Risikothemen und genehmigt Kreditengagements und der Prüfungsausschuss bereitet Fragen der Rechnungslegung und des Risikomanagements vor.

## Inländische Förderung

### Aufgaben und rechtliche Einordnung
Die Aufgabe der KfW besteht in der Realisierung von öffentlichen Aufträgen wie der Förderung von Mittelstand und Existenzgründern, der Gewährung von Investitionskrediten an kleine und mittlere Unternehmen sowie der Finanzierung von Infrastrukturvorhaben und Wohnungsbau, der Finanzierung von Energiespartechniken und der kommunalen Infrastruktur. Weitere Betätigungsfelder sind Bildungskredite sowie die Filmfinanzierung.
Im Jahr 2019 stellte die KfW hierfür insgesamt 43,4 Milliarden Euro zur Verfügung, was einem Prozent des gesamten Fördervolumens der KfW entspricht. Über alle Betätigungsfelder hinweg fördert die KfW Umwelt- und Klimaschutzprojekte.
Die KfW gilt gemäß dem Kreditwesengesetz unabhängig von den Geschäften, die sie betreibt, nicht als Kreditinstitut bzw. Finanzdienstleistungsinstitut im Sinne des Kreditwesengesetzes. Grund dafür ist, dass die KfW als nationale öffentlich-rechtliche Förderbank ein besonderes Geschäftsmodell und einen gesetzlichen staatlichen Auftrag verfolgt und daher grundsätzlich nicht mit anderen Kredit- und Finanzdienstleistungsinstituten des privatrechtlichen, genossenschaftlichen oder öffentlich-rechtlichen Sektors zu vergleichen ist.

### Finanzierung von Mittelstand und Existenzgründern
Die KfW fördert den deutschen Mittelstand sowie Existenzgründer mit klassischen Förderkrediten und sonstigen innovativen Finanzierungen (Beteiligungen, Nachrangkapital). Entstanden ist der Geschäftsbereich KfW Mittelstandsbank im Zuge der Fusion der DtA (Deutsche Ausgleichsbank) mit der KfW im Juli 2003. Bis Mitte 2005 kumulierten sich die an die mittelständische Wirtschaft vergebenen zinsgünstigen Kredite auf insgesamt etwa 115 Milliarden Euro. Im Jahr 2012 hat die KfW Mittelständler mit mehr als 17 Milliarden Euro gefördert.
Die KfW Bankengruppe vergibt seit 1998 den „KfW Award Gründen“, bis 2016 „GründerChampions“ genannt, an Unternehmen in den ersten fünf Jahren ihrer Geschäftstätigkeit.

### Finanzierung für Bauen, Wohnen und Energiesparen
Die KfW bietet im Bereich Bauen, Wohnen, Energiesparen ein breites Spektrum an Programmen, die zur Finanzierung von Investitionen in Wohnimmobilien dienen. Förderzwecke sind die Schaffung von Wohneigentum durch Wohneigentumsprogramme, die energetische Gebäudesanierung, das Modernisieren von Wohnraum, die Errichtung von sparsamen Neubauten, die Umstellung der Heizungsanlage auf erneuerbare Energien sowie Photovoltaikanlagen.
Einige Förderprogramme der KfW sind:
- Energieeffizient Bauen: Der Kauf oder Bau eines KfW-Energie-Effizienzhauses wird durch ein Darlehen mit attraktivem Zinssatz und Tilgungszuschuss gefördert.
- Energieeffizient Sanieren: Eine verbesserte Wärmedämmung sowie die Installation von Solaranlagen zur Heizungsunterstützung wird bezuschusst. Seit März 2013 fördert die KfW auch die Errichtung und Erweiterung von Heizungsanlagen auf Basis erneuerbarer Energien in Wohngebäuden (z. B. solarthermische Anlagen, Biomasseanlagen, Wärmepumpenheizungen).

Bestimmte Kredite, wie das Förderprogramm 167 zur energieeffizienten Sanierung von Heizungsanlagen, können auch als Ergänzung zu Zuschüssen des BAFA in Anspruch genommen werden.
Die von der KfW sowie der Deutschen Energie-Agentur definierten Kreditvergabekriterien KfW-Effizienzhaus in den Ausführungen KfW-Effizienzhaus 40, KfW-Effizienzhaus 55, KfW-Effizienzhaus 70, KfW-Effizienzhaus 85, KfW-Effizienzhaus 100 sowie KfW-Effizienzhaus 115 sind anerkannte Energiestandards für Gebäude.
Seit 2006 stellt die Bundesregierung im Rahmen der Förderinitiative Wohnen, Umwelt, Wachstum jährlich eine Milliarde Euro zur Verfügung, um die Programme zur CO2-Reduzierung attraktiv zu gestalten und die nationalen Verpflichtungen zum Klimaschutz aus dem Kyoto-Protokoll zu erreichen. Das jährliche Fördervolumen soll 17 Mrd. Euro betragen.
Die von der KfW geförderten energetischen Sanierungen und energieeffizienten Neubauten haben laut eigenen Angaben im Jahr 2011 zu einer Reduzierung des Treibhausgas-Ausstoßes um rund 540.000 Tonnen geführt. Zudem vergibt die KfW seit 2002 jährlich den sogenannten KfW-Award „Bauen und Wohnen“, eine mit Preisgeld dotierte Auszeichnung für Privatpersonen und Architekten, die vorbildliche (Um-)Bauten oder Modernisierungen realisiert haben.

### Finanzierung kommunaler Infrastruktur
Die KfW unterstützt Kommunen sowie kommunale Unternehmen und Einrichtungen bei der Finanzierung von Infrastrukturmaßnahmen, zum Beispiel den Bau von Sporthallen, die Sanierung von Abwasserleitungen oder die Weiterentwicklung des Personennahverkehrs. Im Jahr 2012 hat die KfW hierfür mehr als 1600 Kredite vergeben. Auch die KfW IPEX-Bank GmbH finanziert Infrastrukturprojekte im Inland, z. B. die Anschaffung von Straßen- oder U-Bahnen.

### Finanzierung von Aus- und Weiterbildung
Die KfW finanziert in diesem Bereich die Aus- und Weiterbildung von Schülern, Studierenden und Fachkräften. Unter anderem bietet sie Studienkredite sowie Zuschüsse zur Meisterausbildung an. Im Jahr 2012 hat die KfW hierfür rund 1,6 Milliarden Euro bereitgestellt.

### Globaldarlehen
Insbesondere an nationale Landesförderinstitute gibt die KfW Globaldarlehen zur Finanzierung von Infrastrukturvorhaben, Wohnungsbau sowie energieeffizienter Umbauten. Darüber hinaus vergibt die KfW auch EU-weit Globaldarlehen an europäische Partnerbanken, insbesondere zur Förderung des KMU-Sektors oder im Auftrag eines Mandats.

## Internationale Förderung

### Export- und Projektfinanzierung
Die KfW-Tochter KfW IPEX-Bank GmbH finanziert die Besteller insbesondere deutscher Exporteure. Darüber hinaus werden Investitionsvorhaben weltweit finanziert, die von deutschem und europäischem Interesse sind. Im Jahr 2019 wurden für die Export- und Projektfinanzierung auf Gesamtkonzernebene Gelder im Umfang von 22,1 Milliarden Euro bewilligt. Weil die KfW IPEX-Bank ihre Geschäfte in direktem Wettbewerb zu anderen Geschäftsbanken anbietet, wurde dieses Geschäftsfeld am 1. Januar 2008 aus der KfW-Bankengruppe herausgelöst und gemäß der Verständigung mit der EU-Kommission auf ein rechtlich selbständiges Institut verlagert. Im Gegensatz zur KfW selbst unterliegt die IPEX-Bank der Bankenaufsicht sowie der Steuerpflicht und refinanziert sich zu marktgerechten Konditionen.

### Entwicklungszusammenarbeit
Die KfW-Entwicklungsbank unterstützt Entwicklungs- und Reformländer zum Beispiel im Rahmen der Initiative für Klima und Umweltschutz. Die KfW-Entwicklungsbank ist für die Finanzielle Zusammenarbeit (FZ) mit den staatlichen Institutionen zuständig, während die Deutsche Investitions- und Entwicklungsgesellschaft (DEG) private Unternehmen, die in Entwicklungs- und Schwellenländern tätig sind, finanziert und begleitet. Das aktuelle Portfolio der DEG (2017) beläuft sich auf rund 8,3 Milliarden Euro. Damit werden rund 700 Investitionsvorhaben in 83 Ländern ermöglicht. Die KfW-Entwicklungsbank ist dem Volumen nach das bedeutendste deutsche Instrument der bilateralen Entwicklungszusammenarbeit. Im Jahr 2019 wurden 10,6 Milliarden Euro von der KfW für die Entwicklungsfinanzierung neu zugesagt. Den maßgeblichen Teil davon brachte die KfW als Eigenmittel auf dem Kapitalmarkt auf.

## Besonderheiten

### Sonderaufgaben
Die KfW handelt grundsätzlich im öffentlichen Auftrag. Neben den Förderprogrammen unterstützt die KfW zudem den Bund bei der Privatisierung von Bundesunternehmen (Beratung sowie Abwicklung) und übernimmt unter anderem das Vertragsmanagement für die Bundesanstalt für vereinigungsbedingte Sonderaufgaben (BvS) sowie für die Entschädigungseinrichtung der Wertpapierhandelsunternehmen (EdW).
Aus den Teilprivatisierungen der Deutsche Telekom AG und der Deutsche Post AG hält die KfW weiterhin Aktien, die sie im Auftrag des Bundes verwaltet. Im September 2012 hat die KfW 60 Millionen Aktien der Deutschen Post AG an der Börse platziert. Mit Stand April 2013 hält die KfW weniger als 25 % der Aktien der Deutschen Post AG.
Zusätzlich übte die KfW das Vorkaufsrecht für den Bund aus, um einen Einstieg von dem chinesischen Stromnetzbetreiber State Grid Corporation of China (SGCC) zu verhindern, indem sie 20 Prozent am deutschen Netzbetreiber 50Hertz Transmission erwarb.

### Refinanzierung
Die KfW verfügt über keine Kundeneinlagen – sie bietet beispielsweise keine Girokonten an – und refinanziert sich vielmehr am Kapitalmarkt. Hierbei profitiert sie maßgeblich von der Garantie durch die Bundesrepublik Deutschland (KfW-Gesetz). Aufgrund dieser Bundesgarantie verfügt die KfW über eine hohe Bonität und erreicht bei allen Ratingagenturen die bestmögliche Bonitätsnote AAA.

### Rolle in den Gesamtrechnungen
Die KfW ist nicht Teil des Staatssektors. Bei der KfW handelt es sich um eine Bank, die von der Europäischen Zentralbank auf der MFI-Liste geführt wird. Einheiten, die auf dieser Liste stehen, sind per Sonderregelung des ESVG 1995 dem Sektor Finanzielle Kapitalgesellschaften zuzuordnen. Aktiva und Passiva der KfW werden nicht beim Staat nachgewiesen.

## Standorte und Gebäude

### Überblick

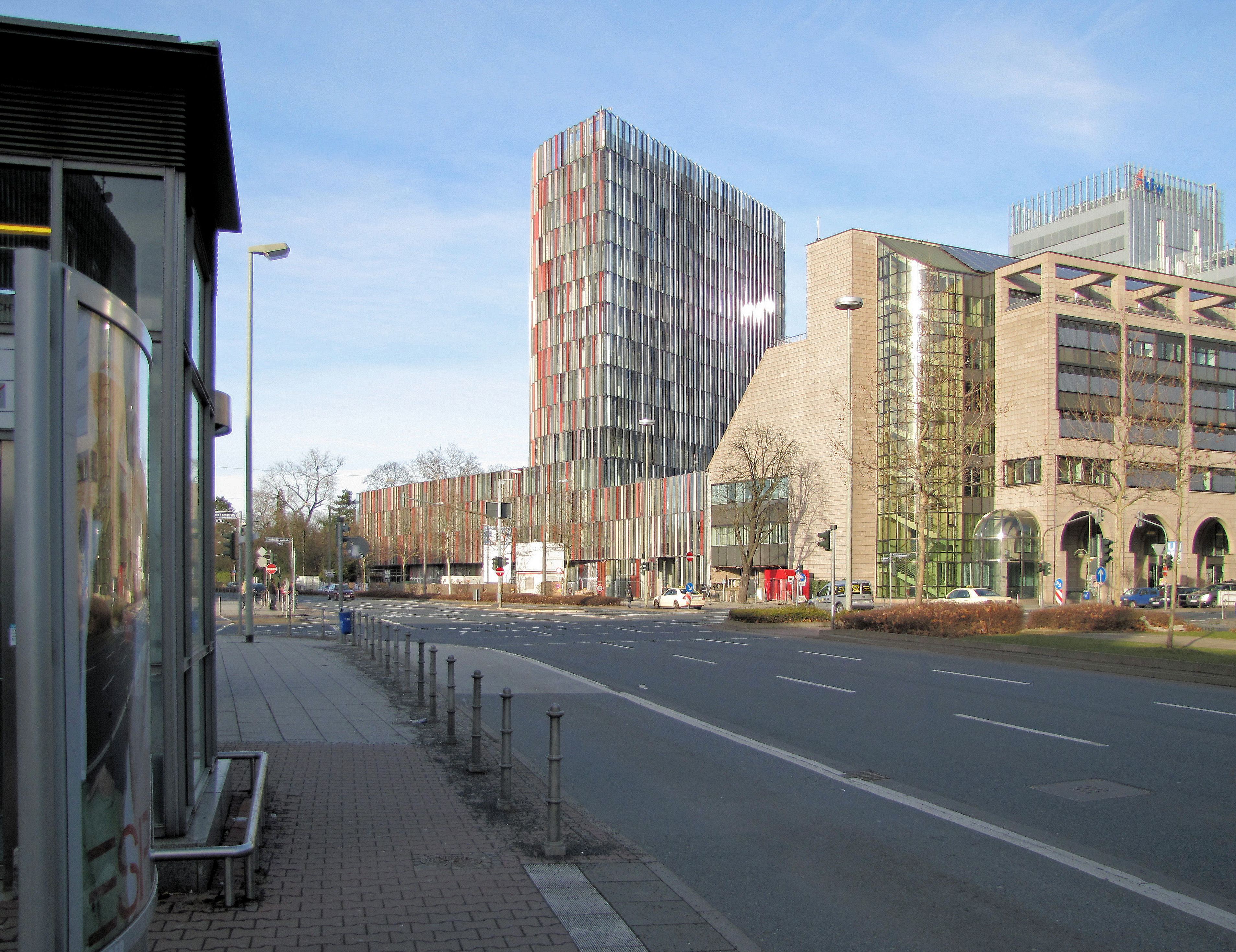
Westarkade (links) und Nordarkade (rechts) am Hauptsitz der KfW in Frankfurt am Main

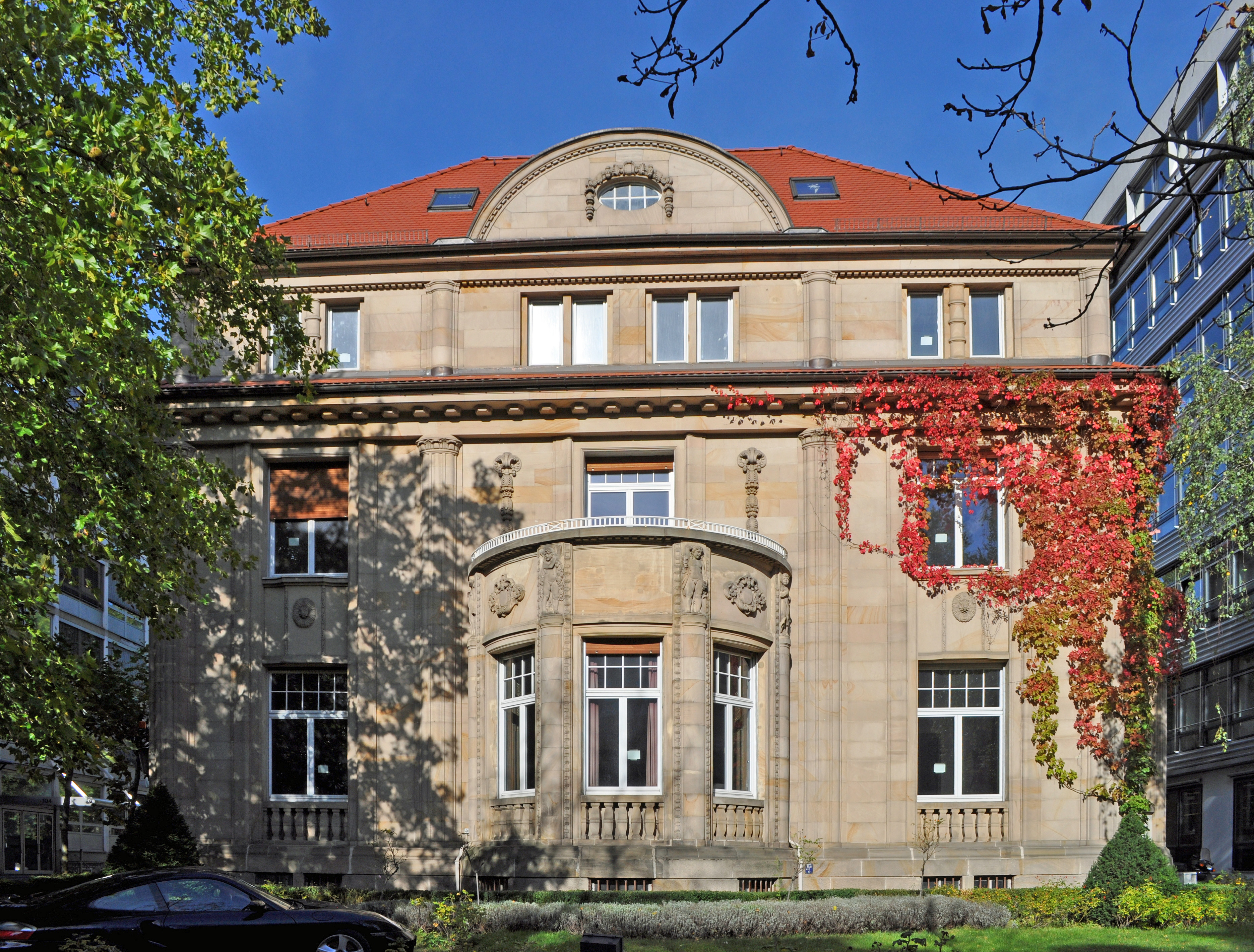
Haus Bockenheimer Landstraße 102 im Jahr 2011

Die KfW betreibt neben ihrem Sitz in Frankfurt am Main, an dem auch die KfW IPEX-Bank ansässig ist, auch Niederlassungen in Berlin (Übernahme von Teilen der ehemaligen Staatsbank der DDR) und Bonn (Fusion mit der Deutschen Ausgleichsbank). Mit der DEG ist die Bankengruppe auch in Köln vertreten. Darüber hinaus unterhalten der Geschäftsbereich KfW-Entwicklungsbank sowie DEG und IPEX im Rahmen der Entwicklungs- oder Exportfinanzierung – oft in Kooperation – Auslandsvertretungen in über 80 Städten.

### Frankfurt
Auf dem ehemaligen Gelände der Deutschen Bibliothek am Südende des Palmengartens wurde 2010 das Gebäude Westarkade, ein 57 Meter hohes Gebäude für 700 Mitarbeiter direkt neben dem KfW-Hauptgebäude, eingeweiht. In diesem ist die KfW IPEX-Bank untergebracht. Mit einem Energieverbrauch von unter 100 kWh/m²a gehört die Westarkade zu den energieeffizientesten Bürohäusern der Welt. Im November 2011 erhielt die Westarkade das Prädikat Bestes Hochhaus der Welt, das von dem Council on Tall Buildings and Urban Habitat (‚Rat für Hochhäuser und städtischen Lebensraum‘) der Technischen Universität in Chicago verliehen wird.
Außerdem besitzt und nutzt die KfW in direkter Nachbarschaft der Westarkade noch weitere Bauten, darunter das sogenannte Hauptgebäude östlich der Westarkade, die Nord- und Südarkade beiderseits der Bockenheimer Landstraße und einen Neubau aus dem Jahr 2010 an der Senckenberganlage. Ein weiterer Neubau wurde an der Bockenheimer Landstraße 104 errichtet und 2016 fertiggestellt und eingeweiht. Die benachbarte Villa 102 wurde 2012 von der KfW erworben und sollte von der im selben Jahr gegründeten KfW Stiftung bezogen werden, sobald das Haus einer aufwändigen Sanierung unterzogen worden war. Die Stiftung nahm Anfang des Jahres 2013 ihre Arbeit auf, die Gebäudesanierung begann im Jahr 2014, war jedoch erst Ende des Jahres 2018 abgeschlossen. Sie soll für KfW-interne Schulungen und als Veranstaltungsort der KfW Stiftung genutzt werden.

### Niederlassung Berlin mit historischem Konzernarchiv

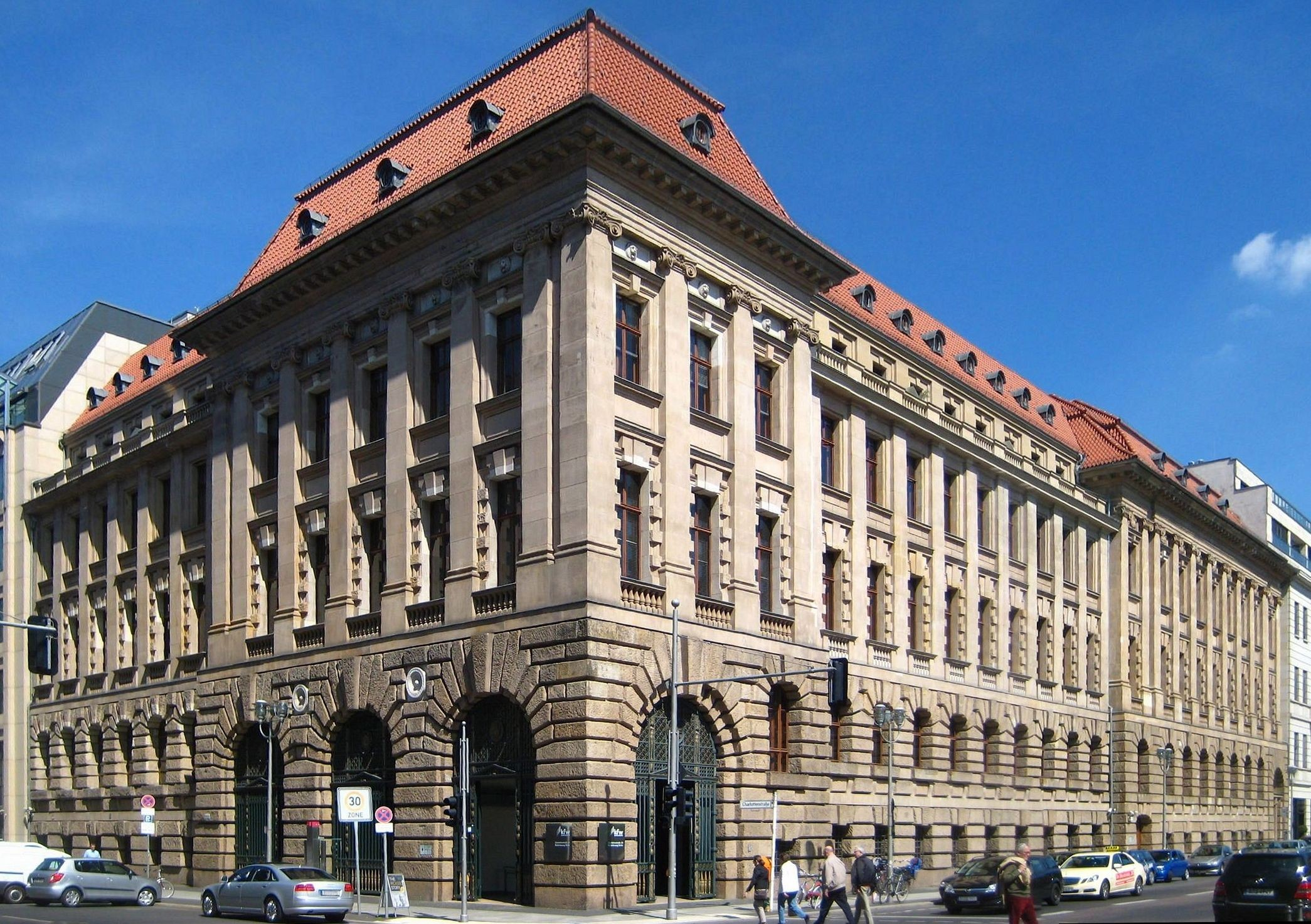
KfW-Filiale in der Charlottenstraße in Berlin-Mitte

Das Archiv wurde in einem von Alfred Messel errichteten und später durch Heinrich Schweitzer erweiterten Gebäude für die ehemalige Berliner Handels-Gesellschaft eingerichtet. In den Jahren 1997 bis 2000 wurde das Haus denkmalgerecht saniert und dient als Berliner Niederlassung der KfW. Der Schwerpunkt des hier untergebrachten historischen Archivs ist die Erforschung der Bedeutung der Anstalt für den Wiederaufbau Deutschlands nach 1945 (KfW, Historisches Archiv, Charlottenstr. 33, 10117 Berlin).

## Kritik

### Überweisung an Lehman Brothers
Kritik am Management und an internen Kontrollmechanismen der KfW kam im September 2008 auf, weil die KfW noch am 15. September einen Betrag von etwa 320 Millionen Euro an die amerikanische Investmentbank Lehman Brothers überwiesen hatte, obwohl die einige Stunden vorher Insolvenz angemeldet hatte, wodurch das Geld drohte, in der Insolvenzmasse verloren zu gehen. Solch ein Verlust hätte durch ein Clearing und Settlement über die 1997 eigens für diese Art von Ausfallrisiko gegründeten und seit 2002 voll operierenden CLS-Bank verhindert werden können.
Nachdem die Bank Anwälte eingeschaltet hatte und diese erste Ergebnisse vorgelegt hatten, beschloss der Verwaltungsrat Ende September, die beiden zuständigen Vorstandsmitglieder Peter Fleischer und Detlef Leinberger mit sofortiger Wirkung von ihren Ämtern abzuberufen und ihre Dienstverträge zu kündigen.
Die Frankfurter Staatsanwaltschaft hat nach dem Eingang zahlreicher Anzeigen Betroffener Anfang Oktober 2008 eine Prüfung angekündigt, ob der Anfangsverdacht einer Straftat vorliegt und ob Ermittlungen gegen Vorstände eingeleitet werden müssten. Die Ermittler baten die KfW, Revisions- und Wirtschaftsprüfberichte zu der Millionen-Überweisung zu übersenden. Am 22. Oktober 2008 durchsuchte die Staatsanwaltschaft gemeinsam mit Fahndern des Bundeskriminalamts die KfW-Zentrale. Ermittlungsverfahren wurden gegen drei aktive Vorstände (unter ihnen der seinerzeit amtierende KfW-Chef Ulrich Schröder), gegen die beiden bereits entlassenen Vorstände sowie gegen den damaligen Leiter der Risikomanagementabteilung eingeleitet. Die Staatsanwaltschaft sucht nach Hinweisen, ob die Beschuldigten ihre Pflichten verletzt haben, indem sie „trotz Kenntnis der sich abzeichnenden Liquiditätsprobleme bei Lehman, die Überweisung vom 15. September 2008 nicht verhindert haben“ (Vermögensbetreuungspflichten).
Nur durch Einsatz der Bundesregierung wurde erreicht, dass 200 der 320 Millionen Euro mit einer Schuld der Bundesschuldenverwaltung an Lehman verrechnet wurden und somit diese 200 Millionen an die KfW zurückflossen. Ob von den übrigen 120 Millionen Euro noch etwas zurückfließt, hängt davon ab, was am Ende des Insolvenzverfahrens für die Gläubiger von Lehman übrig bleibt.
Am 2. Mai 2010 meldete die Süddeutsche Zeitung, dass das staatsanwaltschaftliche Ermittlungsverfahren zum Thema „teure Überweisung“ wohl eingestellt werde. Die Verfahrenseinstellung erfolgte seitens der Frankfurter Staatsanwaltschaft jedoch erst am 7. September 2010.

### Millionenverluste in Island
Ein Sprecher der KfW teilte am 6. November 2008 mit, dass die Bank im Rahmen von Fördertätigkeit und Anlagen in Island 288 Millionen Euro angelegt und einen Teil davon verloren habe. Außerdem müsse ein an die isländische Glitnir-Bank gezahltes Globaldarlehen in Höhe von 150 Millionen Euro zunächst abgeschrieben werden. Darüber hinaus legte die KfW 138 Millionen Euro in Anleihen bei den drei isländischen Banken Glitnir, Landsbanki und Kaupthing Bank an. Laut Bundesfinanzministerium hält die KfW außer den oben genannten Papieren noch Wertpapiere der Republik Island in Höhe von 52 Millionen Euro. Ob diese ebenfalls ausfallen, ist noch ungeklärt. Darüber hinaus hat die KfW über eine dänische Tochter einer isländischen Bank Darlehen in Höhe von 300 Millionen Euro gegeben. Diese unterliegen allerdings einer Garantie des dänischen Staates.

### Kohleprojekte
Zwischen 2006 und 2011 förderte die KfW den Export von Technologie zur Kohleförderung und Kohleverstromung ins Ausland durch Finanzierungen von insgesamt 2,8 Milliarden Euro. Unter anderem ist die Tochterfirma KfW IPEX-Bank mit 110 Millionen Euro am Ausbau eines Kohlehafens im Great Barrier Reef beteiligt. Derzeit fordern Umweltschützer und die Bundesumweltministerin einen Ausstieg aus der Finanzierung von Kohleprojekten durch die KfW.

### Zinssteigerungen bei Krediten an Studenten
Während der COVID-Pandemie senkte die KfW die Zinsen für Studienkredite auf null Prozent. Seit April 2023 müssen Studenten bis zu 7,82 Prozent Zinsen zahlen; davor waren es bis zu fünf Prozent. Dies führt dazu, dass Studenten bei gleichbleibenden Raten fast nur noch Zinsen zahlen und kaum noch Tilgungen leisten können. Die Laufzeit ihrer Kredite verlängert sich dadurch sehr. Zum 1. Oktober 2023 stiegen die Zinsen weiter, auf 9,01 Prozent.